# Magdalena Wdowicka-Mackiewicz
Magdalena Zuzanna Wdowicka-Mackiewicz – polska dyrygent, dr hab. sztuk muzycznych, profesor i dyrektor Instytutu Dyrygentury Wydziału Kompozycji, Dyrygentury, Wokalistyki, Teorii Muzyki i Edukacji Artystycznej Akademii Muzycznej im. Ignacego Jana Paderewskiego w Poznaniu.

## Życiorys
W 1994 ukończyła studia wychowania muzycznego w Akademii Muzycznej im. Ignacego Jana Paderewskiego w Poznaniu, w 2004 r. uzyskała stopień doktora habilitowanego. W 2016 r. otrzymała tytuł profesora sztuk muzycznych. Została zatrudniona na stanowisku profesora nadzwyczajnego i kierownika w Katedrze Chóralistyki na Wydziale Dyrygentury Chóralnej, Edukacji Muzycznej i Muzyki Kościelnej Akademii Muzycznej im. Ignacego Jana Paderewskiego w Poznaniu. 
Jest profesorem i dyrektorem w Instytucie Dyrygentury na Wydziale Kompozycji, Dyrygentury, Wokalistyki, Teorii Muzyki i Edukacji Artystycznej Akademii Muzycznej im. Ignacego Jana Paderewskiego w Poznaniu.

## Odznaczenia
- Brązowy Krzyż Zasługi (2007)[4]